# Le Marin masqué
Pour plus de détails, voir Fiche technique et Distribution.
Le Marin masqué est un moyen métrage français de Sophie Letourneur sorti en 2011.

## Fiche technique
- Titre : Le Marin masqué
- Réalisation : Sophie Letourneur
- Scénario : Sophie Letourneur, avec la collaboration de Roy Genty et Laetitia Goffi
- Photographie : Ludivine Renard
- Son : Laure Arto
- Musique : Bettina Kee et Emiliano Turri
- Montage : Carole Le Page
- Production : Ecce Films
- Distribution : Shellac
- Pays d'origine :  France
- Durée : 35 minutes
- Date de sortie : 
  - 18 juin 2011 au Festival Côté court de Pantin
  - 8 février 2012 en salles

## Distribution
- Sophie Letourneur : Sophie
- Laetitia Goffi : Laetitia
- Johan Libéreau : le marin masqué
- Dominique Salaun : la mère
- Thomas Salaun : le père
- Emmanuelle Fitamant : Manon
- Bertrand Boulogne : le mec de Manon
- Louise Boulogne : le bébé de Manon
- Quentin Brejon : voix
- Rodolphe Pauly : voix
- Vanessa Ricci : voix
- Emmanuel Chaumet : voix
- Charlotte Vincent : voix
- Guillemette Coutellier

## Distinctions
- 2011 :
  - Grand Prix - Prix de la presse - Prix de la jeunesse au festival Côté court de Pantin[1]
  - Prix Fujifilm/UniFrance Films au festival Tous Courts d'Aix-en-Provence
  - Mention spéciale Prix Eurock One+One au Festival du film de Belfort - Entrevues[2]

### Presse
- Anne-Marie Campos, Bref, no 98, juillet 2011, p. 33.
- Ariane Allard, Positif, no 614, avril 2012, p. 40.